# Pestszentimre
Pestszentimre egyike az 1950-ben Budapesthez csatolt településeknek, jelenleg az egykori Pestszentlőrinccel együtt Budapest XVIII. kerületét alkotja.

## Története

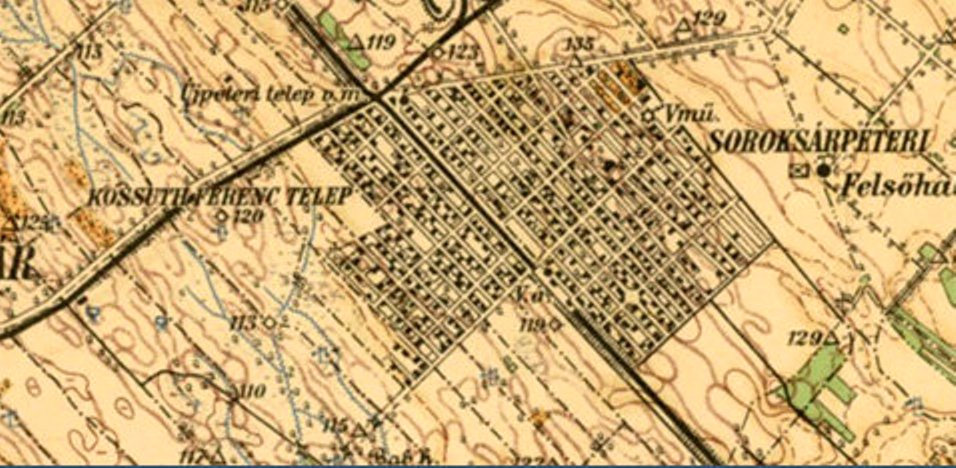
Pestszentimre egy 1930 előtti térképen

Pestszentimre területe a török hódoltság idején elnéptelenedett és Soroksár pusztájává vált. A 19. század végére alakult itt ki újra élő település Soroksárpéteri néven a gyorsan fejlődő Budapest közelségének köszönhetően.
Ennek a területnek az új birtokosai Lőwy Mór, fia Lövy Bernát, valamint annak sógora, Auspitz Mór lettek. A Nagykőrösi úttól Soroksár felé eső részt vásárolta meg Auspitz Mór, a Nagykőrösi úttól Pestszentlőrinc felé eső területet pedig Lövy Bernát és családja, itt hozták létre Újpéteri-majort, 1875 körül itt építették fel a Lövy-kastélyt (a mai Kastélydombi Általános Iskola mellett).
A területen továbbra is mezőgazdasági termelést folytattak.
Az 1890-es évek végén dr. Krepuska Géza fül-orr-gégész professzor, egyetemi tanár 17157 négyszögöles területet vásárolt a Lövy család birtokából (mai Szálfa-Erdősáv-Vezér-Tiszavirág utcák által határolt terület), amelyen országos hírű szőlészetet hozott létre, és 1896-ban itt építette fel emeletes présházát. Pestszentlőrincen, a mai Gilice tér mellett is voltak szőlői. A Nagykőrösi úttól Pestszentlőrinc felé eső területen, a Lövy család birtokán indult meg a parcellázás 1898-ban, Újpéteri-telep néven. (Ezen a részen homokos talaj volt, míg a másik oldal – az Auspitz-birtok – eléggé mocsaras, ingoványos terület.) Elsősorban a vasúton könnyen megközelíthető gyárak szegényebb munkásai vásároltak itt házhelyeket.
A Vasút utca-Irén (Kapocs)-Kisfaludy utcák és a gyáli határ közötti terület csak az 1930-as évek közepén épült be. Ezt megelőzően „Ládaváros”-ként emlegették, nincstelenek húzódtak meg itt, ládákból összetákolt kalyibákban.
A Kossuth Ferenc-telepet az Auspitz-család birtokán, a Nagykőrösi út másik oldalán alakították ki 1907-ben. Az érdeklődés felkeltésére mintaházakat építettek a felparcellázott területen.

## Önállósodás
Pestszentimre Soroksártól elszakadva 1930-ban vált önálló községgé. Mindössze húsz évnyi önállóság után, 1950-ben, 22 másik településsel együtt Budapesthez csatolták, azóta a szomszédos Pestszentlőrinccel összevonva Budapest XVIII. kerületét alkotja.

## Részei
Az egykori Pestszentimre területén ma Budapest városrészei közül az alábbiak találhatók:
- Almáskert
- Újpéteritelep
- Krepuska Géza-telep (régebben és a mai köznyelvben: Alacskai úti lakótelep)
- Halmierdő
- Belsőmajor
- Kossuth Ferenc-telep
- Erdőskert

## Közlekedés

### Közúti
Pestszentimrén halad át a Nagykőrösi út, ami egészen a Könyves Kálmán körútig halad befelé a városban, később Gyáli út néven. Ez az út az Használtcikk piactól befelé irányonként három forgalmi sávosra szélesedik, amin akadálymentesen és hamar meg lehet közelíteni a 16 km távolságra elhelyezkedő Belvárost. A Nagykőrösi út Gyálon Kőrösi út néven folytatódik.

### Vasúti
Pestszentimrén halad át a Lajosmizsére vezető vasútvonal. Pestszentimrén a vasútnak két megállási pontja található, Pestszentimre felső, amely a Szálfa utca és a Nagykőrösi út kereszteződésében található. A másik, nagyobb és főbb állomás Pestszentimre vasútállomás, Pestszentimre központ, esetleg Pestszentimre alsó vasútállomás néven ismert.

### Közösségi közlekedés
Autóbuszokkal és vonattal lehet megközelíteni. Pestszentimre vasútállomás a helyi közlekedés központja, innen indul, és itt halad át számos buszvonal. 
- Pestszentimrén közlekedő nappali autóbuszjáratok: 54, 55, 84E, 89E, 94E, 166, 182, 184, 254E, 255E, 266, 282E, 284E, 294E
- Pestszentimrén van a Kőbánya-Kispestről induló a 182-es, 184-es, 282E és 284E buszok végállomása, ahonnan könnyen megközelíthető a város több pontja, például metróval. A 255E jelzésű autóbusz az Alacskai lakóteleptől egészen a Boráros térig közlekedik a reggeli és délutáni csúcsidőben.
- Pestszentimrén közlekedő éjszakai autóbuszjáratok: 950, 950A, 994, 994B
  - A 950-es és 950A busz Pestszentimrét és Rákospalotát köti össze, a Belvároson keresztül.
  - A 994-es és 994B busz a Nagykőrösi úton, a Dél-pesti autóbuszgarázs és Gyál között közlekedik, érintve Pestszentimre központját.

## Híres pestszentimreiek
- Harasztÿ István magyar szobrász, a kinetikus művészet jelentős képviselője. A hazai mobil szobrászat közkedvelt alkotója
- Ilku János magyar fotóművész
- Kenéz László magyar szobrász, éremművész, grafikus, festő
- Zsíros Tibor, Zsizsi bácsi magyar kosárlabdázó (center), mesteredző